# Харино (Рыбинский район)
Харино — деревня Арефинского сельского поселения Рыбинского района Ярославской области.
Деревня расположена на севере сельского поселения, на расстоянии 1,5 км к северо-западу от центра сельского поселения села Арефино. Деревня стоит на левом берегу небольшого ручья, правого притока Ухры. Ниже по течению, на правом берегу этого ручья, в его устье, на расстоянии около 1 км к западу стоит деревня Чернышкино. Вниз от Чернышкино по течению Ухры стоит деревня Гончарово. Дорога от Харино к Гончарово идёт через деревню Дор, стоящую в 500 м к северу от Харино. К востоку и северо-востоку от деревни Дор обширный лесной массив, бассейн рек Восломка, Вогуй и других притоков Ухры .
Деревня Харина указана на плане Генерального межевания Рыбинского уезда 1792 года.
На 1 января 2007 года в деревне Харино числился 1 постоянный житель . Почтовое отделение, расположенное в центре сельского поселения селе Арефино обслуживает в деревне Харино 4 дома .